# Arhodia semirosea
Arhodia semirosea är en fjärilsart som beskrevs av Walker 1862. Arhodia semirosea ingår i släktet Arhodia och familjen mätare. Inga underarter finns listade i Catalogue of Life.